# Subjekt
Subjekt je (neobvezni) dio rečenice koji pokazuje vršitelja radnje. Riječ je o dijelu rečenice u nominativu iako logički subjekt može biti i u ostalim padežima osim vokativa.
Subjekt se može nalaziti na bilo kojem mjestu u rečenici, obično uz predikat. Međutim, često se mora dopuniti subjektnim dopunama koje odgovaraju na pitanja tko (što), čiji, koji i kakav. Subjekt može biti izrečen imenicom, pridjevom, zamjenicom, brojem ili infinitivom. Subjekt u rečenici može biti izostavljen, to jest neizrečen.
Primjeri:
- Ivica vozi bicikl. (subjekt izrečen imenicom)
- Mama kuha ručak. (subjekt izrečen imenicom)
- Ona crta. (subjekt izrečen zamjenicom)
- Uporni uvijek uspijevaju. (subjekt izrečen pridjevom)
- Četvrti nije dobio ništa. (subjekt izrečen brojem)
- Pjevati je lijepo. (subjekt izrečen infinitivom glagola)

Nešto složeniji primjeri:
- Šumska vjeverica hrani se orasima i lješnjacima.
- Vivak je u ovom danu uhvatio nekoliko cvrčaka i kornjaša.
- U knjižnici se na polici nalaze starinske knjige.
- U školi je Marko dobio odličnu ocjenu.
- Moj pas Maxi trči po livadi.
- Moj pas Maxi zna raditi trikove.